# Малинівка (Покровський район)
Мали́нівка (1928—2016 рр. — Улянівка) — село Гродівської селищної громади Покровського району Донецької області, Україна. Населення складає 730 осіб.

## Загальні відомості
Відстань до райцентру становить близько 20 км і проходить автошляхом Н32. Землі Малинівки межують із територією села Нова Полтавка Костянтинівського району Донецької області. Протяжність кордонів села: з півночі на південь 5 км 247 м., із заходу на схід 1 км 558 м.

## Символіка
Село раніше називалося хутір Заяча Балка. Це символічно відображено на гербі у вигляді срібного зайця на зеленому полі. Беззаперечною візитівкою села є яблуневі сади,що розкинулися вздовж основної дороги.  В золотому полі, що символізує врожайні поля довкола, розкинулася яблуня натурального кольору. Її квітуча сторона символізує народження нового життя (скотарство, вирощування культур) та розвиток села вподовж його історії. Сторона з плодами яблук малинового кольору (вказує на сорт Малинівка та поточну назву села) символізує добробут та родючість земель.

## Населення
За даними перепису 2001 року населення села становило 730 осіб, із них 81,78 % зазначили рідною мову українську, 17,95 % — російську та 0,14 % — молдовську.

## Історія
Виникнення села належить до 70-х років XIX століття. Перша назва Єлизаветіно, також мало назву Заяча балка. За інформацією деяких джерел, тут були дикі неорані землі і було багато зайців. Заснування хутора відносять до 1860 року
12 березня 1919 року 11 бідняцьких сімей з хутора Заячої Балки створили комуну «Вулик» № 1. Банда Шкуро розгромила комуну. Після вигнання білогвардійців її відновили. У 1934 році комуну реорганізовано у колгосп ім. Блюхера.
В 2016 році населений пункт перейменовано з Ульянівка на Малинівка в ході декомунізації.
З 2020 року село входить до складу Гродівської селищної громади.

### Війна на Донбасі
За офіційною версією, 10 липня 2014 року під час виконання службового бойового завдання в селі Малинівка Покровського району солдат батальйону «Донбас» Дмитро Кузьмін наразився на ворожу засідку, у бою зазнав вогнепальних поранень несумісних із життям. За свідченням Мустафи Найєма та бойових побратимів із батальйону «Донбас», загинув унаслідок обстрілу бійцями 93-ї бригади, які отримали хибне повідомлення про пересування сепаратистів.

## Відомі люди
- Зоц Ігор Олексійович  — український журналіст, головний редактор газети «Донеччина» (з 1992). Відповідальний за випуск тижневика «Слово Просвіти» (з травня 2023). Член Національної спілки журналістів України.